# JR貨物18B形コンテナ
JR貨物18B形コンテナ（JRかもつ18Bがたコンテナ）は、日本貨物鉄道（JR貨物）が製造した12ft型の有蓋コンテナである。

## 構造
トラックにコンテナを載せたまま荷役作業がしやすいように、両側扉開きの二方開きとして製造された。それ以外は18A形とほぼ同一で、外法寸法は高さ2,500mm、幅2,438mm、長さ3,658mm、自重1.4t。内容積は17.9m3、最大積載量は5t。
外観もブルーをベースにクリームの塗り分け、JRロゴが入った18A形と同様のものであるが、側面に川内（鹿児島） - 東京間専用と運用表記が記載してある。
1988年（昭和63年）に日本車輌製造（5個）、JINDO（20個）にて合計25個製造され、登場後は、中越パルプ工業の東京 - 八代間限定運用鉄道コンテナとして運用され、2001年（平成13年）に全廃された。